# Pterocheilus uralensis
Pterocheilus uralensis är en stekelart som beskrevs av Kostylev. Pterocheilus uralensis ingår i släktet palpgetingar, och familjen Eumenidae. Inga underarter finns listade i Catalogue of Life.